# Kostjantyn Kurylenko
Kostjantyn Ihorowytsch Kurylenko (ukrainisch Костянтин Ігорович Куриленко; geboren am 10. Juli 1980) ist ein ehemaliger ukrainischer Handballspieler, der auf der Spielposition linker Rückraum eingesetzt wurde.
Er stand seit 2004 bei Meschkow Brest unter Vertrag; zuvor spielte er bei Polytechnik Donezk. Ab 2012 war er für HK Motor Saporischschja aktiv. Mit den Teams aus Minsk und aus Saporischschja nahm er an europäischen Vereinswettbewerben teil.
Kostjantyn Kyrylenko erzielte in drei Länderspielen für die ukrainische Nationalmannschaft elf Tore (Stand: Dezember 2009). Er stand im erweiterten Aufgebot zur Europameisterschaft 2010.